# Ettrick (Wisconsin)
Ettrick és una població dels Estats Units a l'estat de Wisconsin. Segons el cens del 2000 tenia 521 habitants.

## Demografia
Segons el cens del 2000, Ettrick tenia 521 habitants, 241 habitatges, i 129 famílies. La densitat de població era de 309,5 habitants per km².
Dels 241 habitatges en un 27% hi vivien nens de menys de 18 anys, en un 40,2% hi vivien parelles casades, en un 10% dones solteres, i en un 46,1% no eren unitats familiars. En el 39% dels habitatges hi vivien persones soles el 21,2% de les quals corresponia a persones de 65 anys o més que vivien soles. El nombre mitjà de persones vivint en cada habitatge era de 2,16 i el nombre mitjà de persones que vivien en cada família era de 2,95.
Per edats la població es repartia de la següent manera: un 22,5% tenia menys de 18 anys, un 9% entre 18 i 24, un 30,1% entre 25 i 44, un 17,1% de 45 a 60 i un 21,3% 65 anys o més.
L'edat mediana era de 38 anys. Per cada 100 dones de 18 o més anys hi havia 88,8 homes.
La renda mediana per habitatge era de 34.250 $ i la renda mediana per família de 45.987 $. Els homes tenien una renda mediana de 29.479 $ mentre que les dones 19.375 $. La renda per capita de la població era de 16.392 $. Aproximadament l'1,4% de les famílies i el 5,2% de la població estaven per davall del llindar de pobresa.

## Poblacions més properes
El següent diagrama mostra les poblacions més properes.